# رون كليمنتس
رونالد فرنسيس رون كليمنتس (بالإنجليزية: Ron Clements) (ولد في 25 أبريل 1953) هو مخرج رسوم متحركة وكاتب سيناريو ومنتج أمريكي. وغالبًا ما يتعاون مع المخرج جون موسكر في أعماله.

## روابط خارجية
- رون كليمنتس على موقع IMDb (الإنجليزية)
- رون كليمنتس على موقع قاعدة بيانات الأفلام العربية
- رون كليمنتس على موقع ألو سيني (الفرنسية)
- رون كليمنتس على موقع ميوزك برينز (الإنجليزية)
- رون كليمنتس على موقع أول موفي (الإنجليزية)
- رون كليمنتس على موقع قاعدة بيانات برودواي على الإنترنت (الإنجليزية)
- رون كليمنتس على موقع قاعدة بيانات الأفلام السويدية (السويدية)
- رون كليمنتس على موقع إن إن دي بي (الإنجليزية)
- رون كليمنتس على موقع قاعدة بيانات الفيلم (الإنجليزية)
- رون كليمنتس على موقع كينوبويسك (الروسية)